# Kalský mlýn
Kalský mlýn v obci Kal u Pecky v okrese Jičín je vodní mlýn, který stojí na řece Bystřice, jihovýchodně od osady Kal, u místní komunikace po levé straně směrem k Miletínu, v rokli u potoka. Je chráněn jako nemovitá kulturní památka České republiky.

## Historie
Mlýn pochází z 18. století.

## Popis
Areál mlýna se skládá z obytného domu a roubené stodoly, která stojí samostatně jižním směrem od obytného domu. V roubené stavbě na vysoké podezdívce se dochovalo vnitřní zařízení, zachován je i náhon, kterým vedla voda na vodní kolo.